# ラマー郡 (テキサス州)
ラマー郡 (英: Lamar County) は、アメリカ合衆国テキサス州に位置する郡である。人口は48,499人（2000年）。郡庁所在地はパリスである。この郡はテキサス共和国の第2代大統領、ミラボー・B・ラマーの名を取って命名された。

## 地理
アメリカ合衆国統計局によると、この郡は総面積2,415 km2 (932 mi2) である。このうち2,375 km2 (917 mi2) が陸地で、41 km2 (16 mi2) が水地域である。総面積の1.68%は水地域となっている。

### 隣接する郡
- オクラホマ州チョクトー郡 (北)
- レッドリバー郡 (東)
- デルタ郡 (南)
- ファニン郡 (西)
- オクラホマ州ブライアン郡 (北西)

## 人口動勢

2000年国勢調査に基づくラマー郡の人口ピラミッド

2000年国勢調査で、この郡は人口48,499人、19,077世帯、及び13,468家族が暮らしている。人口密度は20/km2 (53/mi2) である。9/km2 (23/mi2) の平均的な密度に21,113軒の住宅が建っている。この郡の人種的な構成は白人82.46%、アフリカン・アメリカン13.47%、先住民1.08%、アジア0.40%、太平洋諸島系0.02%、その他の人種1.17%、及び混血1.41%である。ここの人口の3.33%はヒスパニックまたはラテン系である。
この郡内の住民は26.10%が18歳未満の未成年、18歳以上24歳以下が8.60%、25歳以上44歳以下が26.80%、45歳以上64歳以下が22.90%、及び65歳以上が15.60%にわたっている。中央値年齢は37歳である。女性100人ごとに対して男性は91.30人である。18歳以上の女性100人ごとに対して男性は86.80人である。
この郡内の世帯ごとの平均的な収入は31,609米ドルであり、家族ごとの平均的な収入は38,359米ドルである。男性は30,539米ドルに対して女性は21,095米ドルの平均的な収入がある。この郡の一人当たりの収入 (per capita income) は17,000米ドルである。人口の16.40%及び家族の12.80%は貧困線以下である。全人口のうち18歳未満の22.50%及び65歳以上の14.30%は貧困線以下の生活を送っている。

## 都市及び町
- パリス
- リノ
- Blossom
- Deport
- Roxton
- Sun Valley
- Toco